# Novigrad

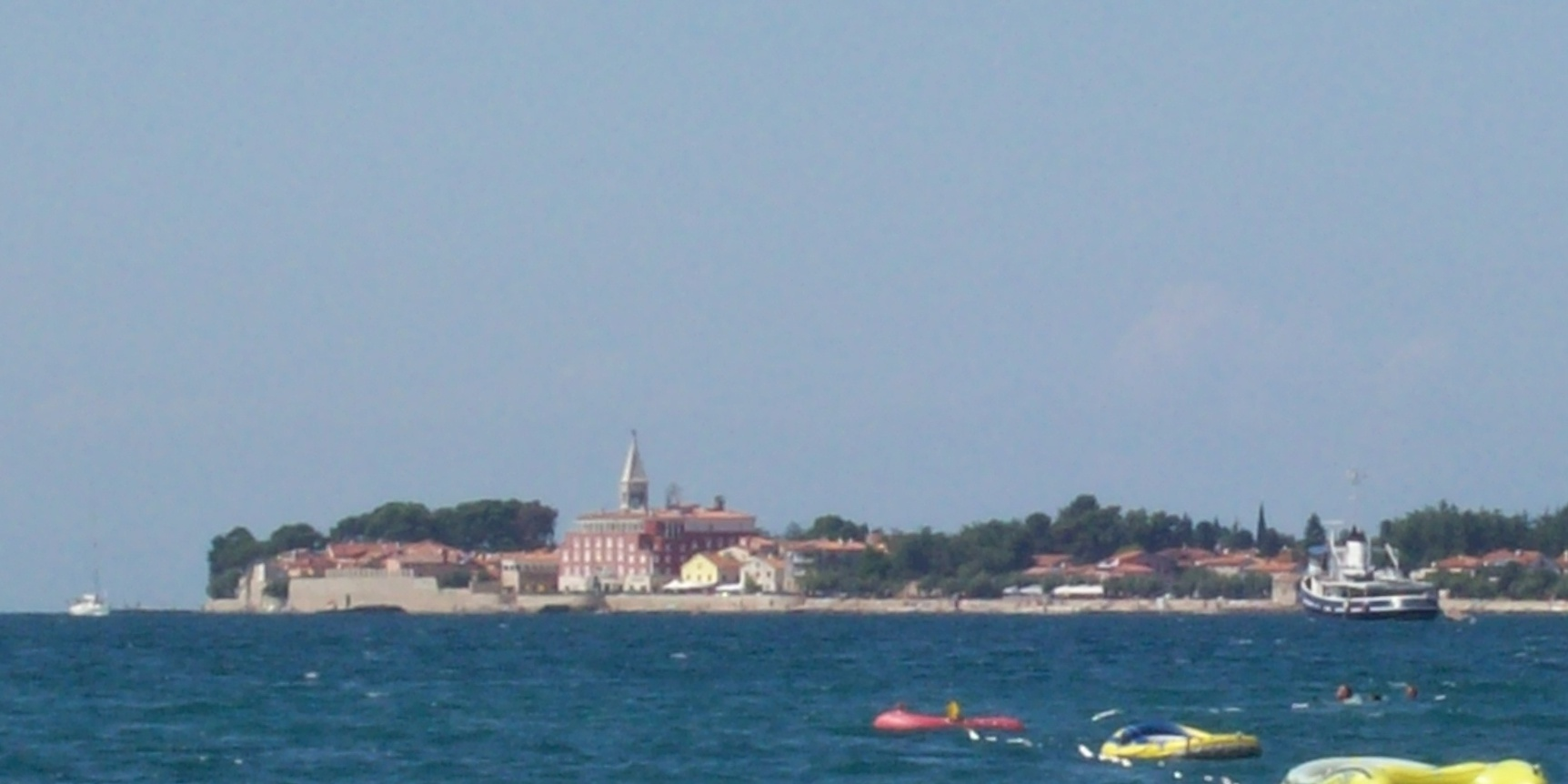
Město Novigrad

Novigrad (italsky Cittanova d'Istria) je město v západní části Chorvatska. Žije zde 2 292 obyvatel, v celé připadající opčině pak 3 889 obyvatel (podle sčítání v roce 2021).

## Charakter města
Město leží na západním pobřeží poloostrova Istrie severně od města Poreč a od ústí řeky Mirna. Je oblíbenou turistickou destinací návštěvníků západního pobřeží poloostrova.

## Historie
Osada původně vznikla na ostrově, který byl v 18. století připojen k pevnině. Na konci 5. století zde stávala církevní diecéze. Město bylo chráněno zdí a dodnes si zachovalo středověký ráz. K architektonickým památkám patří kostel Sv. Agáty postavený mezi 10. a 11. stoletím na základech románského kostela. Kostel se zvonicí sv. Pelagije, krypta, park. Zachovaly se také zbytky opevnění města. V paláci Rigo (1760), kdysi majetku rodiny Urizzi, se nachází sbírka drahých kamenů s artefakty z minulosti.